# Marquis Who's Who
Marquis Who's Who（マークィーズ・フーズ・フー）は米国のNew Communications inc.による著名人の略歴を掲載した年鑑の紳士録である。この紳士録には通常、Who's Who in America, Who's Who in Science and Engineeringのように"Who's Who in …" の後に各分野名や地域名が続く形式でタイトルが付けられている。

## 概要

### 発祥
創刊はアルバート・ネルソン・マーキーズ(Albert Nelson Marquis)による1899年発行のWho's Who in Americaであり、この初版には8,602人の著名なアメリカ人の略歴が掲載された。その後、Marquis Who's Whoは種類を増やしながら100年以上にわたって刊行され続けており、ネットワーク上では、半年ごとに更新される有料データベースとしてニフティなどで利用されている。

### 詳細
Marquis Who's Whoは、主に百貨店やブランド店などの経営や、学術研究における人物参照用（学術論文の投稿依頼・国際会議への参加依頼）に販売されており、掲載される側の掲載費用は無料である。また、Marquis社からの経歴情報の照会に応じないことで、掲載を断ることが可能である。また、掲載決定後にはダイレクトメールや電子メールによる掲載誌・記念品購入の勧誘はあるが、購入は強制ではない。
掲載候補者は世界各国の調査員によって、各専門分野ごとの具体的な選択基準（著名組織を代表する地位、インパクトファクター等に代表される学識経験、著名な創作活動（執筆活動・音楽活動・テレビ・映画等）、スポーツでの活動、講演活動、地域貢献）等に基づいて選出され、経歴情報については掲載候補者本人の確認作業を経た上、その情報に基づいて最終的に絞り込んで掲載されるとされている。
特に、Who's Who in the Worldはシリーズの中で最も選択基準が高く、国家元首および親族、政府首脳、政界実力者、財界実力者、大企業の経営者、ノーベル賞受賞者などの著名な学識経験者、世界的に活躍する芸術家や芸能人、オリンピックや世界大会のメダリストおよび世界記録保持者、世界的ベストセラー作家のように、国際的に著名である人物は、とりわけ重点的に選出される。
これに加えて、無名であっても極めて独創性が高い芸術的・学術的創作活動、顕著な社会的活動を行った人物、とりわけ理工系の科学者も重視する傾向にある。
世界各国の大学図書館（例えばハーバード大学など）や企業が、所蔵したりオンライン版へのアクセス権を取得するなど、世界で最も権威ある紳士録とされ、215カ国の約6万人の人物情報が収録されている。また、その総頁数は、1987-1988年版が1138頁、1996年版が1496頁であったのに対し、2006年度版は3021頁、2008年度版は2978頁と増加し、掲載者1人あたりの情報量が増えている。
ただし、本書での選出基準は、あくまで米国の価値観に基づく著名人であり、日本の価値観とは同一ではないことに注意すべきである。また、前年の活動や社会的影響などが重視されるので、著名人であっても毎年掲載される訳ではない。また、自薦者が数多く含まれているとの批判もある。
なお、Marquis社の海外直販の他、国内ではAmazon.co.jpで購入可能である。

## Marquis Who's Whoシリーズ
現在、Marquis Who's Whoには以下のシリーズがある。

### 全世界・全分野
- Who's Who in the World

（27th Edition, 2010, 60000人）
公式掲載サンプル

### アジア・全分野
- Who's Who in Asia

（1st Edition, 2007, 30000人）

### 全世界・分野別
- Who's Who of Emerging Leaders

（1st Edition, 2007, 25000人）
- Who's Who in Medicine and Healthcare

（7th Edition, 2009-2010, 25000人）
- Who's Who in Science and Engineering

（10th Edition, 2008-2009, 40000人）
- Who's Who in Finance and Business

（36th Edition, 2008-2009, 24000人）

### 米国内・全分野
- Who's Who in America

（64th Edition, 2010, 95000人）

### 米国内・分野別
- Who's Who of American Women

（Celebrating 50 years Edition, 2008-2009, 38000人）
- Who's Who in American Law

（16th Edition, 2009-2010, 19000人）
- Who's Who in American Politics

（22nd Edition, 2009-2010, 29000人）
- Who's Who in American Art

（30th Edition, 2010, 11000人）
- Who's Who in American Education

（8th Edition, 2007-2008, 35000人）

### 米国内・地域別
- Who's Who in the South and Southwest

（36th Edition, 2010, 16000人）
- Who's Who in the East

（37th Edition, 2010, 27000人）
- Who's Who in the Midwest

（36th Edition, 2010, 15000人）
- Who's Who in the West

（37th Edition, 2010, 15000人）

### 米国内・歴代
- Who's Who in 20th Century America
- Who Was Who in America